# Джон Картер — марсианин
«Джон Картер — марсианин» (на русском языке выходил также как «Джон Картер на Марсе») — одиннадцатая и последняя книга барсумской серии Эдгара Райса Берроуза. Состоит из двух самостоятельных повестей: John Carter and the Giant of Mars и Skeleton Men of Jupiter, отдельным изданием вышла в 1964 году.

## Содержание и сюжет

### «Джон Картер и великан Марса»
Детская повесть, написанная старшим сыном Берроуза — художником Джоном Колмэном Берроузом (John «Jack» Coleman Burroughs, 1913—1979) для Whitman Big Little Book, иллюстрирована автором. Исследователи до сих пор спорят, какое имел отношение к этому тексту сам Эдгар Райс Берроуз: по некоторым данным, он отредактировал текст, добавив туда в общей сложности 6000 слов. Впервые опубликована в 1940 году, переиздана в журнале Amazing Stories Quarterly в 1941 году. (весна, кн. 1, № 4). В 1964 году, помимо книжного издания, печаталась в январском номере Amazing Stories.
Во время верховой прогулки похищена принцесса Дея Торис — супруга Джона Картера, внучка Тардоса Морса — джеддака Гелиума. Похитителем оказался Пью Моджел — микроцефал, продукт ранних экспериментов Рас Таваса в области производства искусственных людей. Ему служат искусственно возвышенные интеллектуально белые обезьяны, а также 130-футовый великан Джуг. Пью Моджел собирается стать диктатором всего Барсума, но ему необходимы ресурсы Гелиума, для чего он и похитил Дею Торис. Он долго шпионил за царственным семейством, благодаря телекамерам, поставленным в апартаментах. Кантос Кану и Джону Картеру после долгих мучений удаётся одолеть самозваного диктатора (птицы, на которых летали обезьяны, не выносят крыс, десант которых Кантос Кан по приказу Джона Картера высадил с парашютами), и всё кончается благополучно.

### «Люди-скелеты Юпитера»
Публиковалась в февральском номере журнала Amazing Stories за 1943 году. В том же году перепечатана в Amazing Stories Quarterly (весна 1943 г., кн. 3, № 4). В 1964 году, помимо книжного издания, печаталась в январском номере Amazing Stories. Предполагалось, что повесть откроет новый цикл, поэтому финал произведения оставлен открытым, но продолжения цикла так и не последовало.
Последним приобретением империи Гелиума стал город Зор, чей правитель Мультус Пар — бесследно исчез. Однажды ночью Владыка Марса Джон Картер был схвачен воинами Зора, служившими в его личной охране в знак доверия, и передан странным существам, похожим на скелеты, обтянутые кожей. Это были моргоры — аборигены Юпитера, собирающиеся захватить Марс. Прибыв на Юпитер, Джон Картер убедился, что планета обитаема, и, помимо моргоров, здесь живут саваторы — люди с голубой кожей, полностью идентичные с землянами и красными марсианами. Поскольку Картер отказался служить правителю Юпитера — Бандолиану, его обрекли на гладиаторские игры, но он взбунтовал рабов-саваторов и отправился в независимое государство саваторов Занор, сопротивляющееся экспансии моргоров. Там его ожидает Дея Торис, похищенная моргорами, но впоследствии бежавшая на невидимом корабле вместе с саваторами.